# Villapinta
Villapinta (Lupencia, in dialetto bugliese) fa parte del comune di Buglio in Monte, in provincia di Sondrio, nella regione Lombardia. Dista 3 km di strada (SP13) dal comune di cui fa parte. È conosciuta per i suoi terrazzamenti lungo "via Pala", formalmente  "Via Giovanni Giacomi".

## Geografia fisica
Villapinta si trova sulle Alpi Retiche perciò è un paese influenzato dalla natura e dalle caratteristiche principali di una cittadina montana. Il paese è irradiato dal Sole per gran parte della giornata, vista la sua posizione e durante i periodi estivi, Villapinta viene sovrastata dal calore del Sole.
L'area è tendenzialmente pianeggiante, anche se il centro abitato è diviso in due parti: Villapinta alta e Villapinta Bassa.
Sono presenti principalmente due corpi idrici. Uno di questi è il torrente Valle Primaverta, che va a gettarsi nel torrente Adda Vecchia, affluente dell'Adda.
Lungo la via Giovanni Giacomi sono presenti molti vigneti privati, offrendo ai visitatori un panorama suggestivo adatto a passeggiate a qualsiasi orario della giornata. Seguendo la strada e le indicazioni segnaletiche è possibile percorrere anche la Via dei terrazzamenti.
L'altitudine varia dai 263 metri per Villapinta bassa ai 325 metri s.l.m. per Villapinta alta.
Sono presenti ampi territori pianeggianti usati per coltivazione e allevamenti di bovini, estesi fino ad Ardenno; infatti tante delle aziende presenti sono di tipo agricolo. Di conseguenza sono abbondanti le pietanze prodotte a chilometro zero soprattutto in agriturismi come l'Adda Vegia che attira molti turisti incuriositi dalle promettenti recensioni dei clienti e dall'ottima reputazione online dell'agriturismo.

## Accesso
È possibile fare ingresso a Villapinta grazie alla Strada statale 38 che, mediante la SP12 dir/A, congiunge il centro abitato alla SS38. Un altro metodo di accesso, è la strada provinciale 12, che collega Masino con San Pietro (Berbenno di Valtellina).
Villapinta è priva di collegamenti ferroviari. La stazione più vicina è quella di Ardenno-Masino, posta sulla linea ferroviaria Tirano-Lecco. L'unico mezzo pubblico passante per Villapinta è l'autobus. Le linee A031 e A022 della Società Trasporti Pubblici di Sondrio (STPS) sono le uniche ad avere una fermata presso Villapinta.
Distanza da Sondrio: circa 18 km. L'aeroporto più vicino è quello di Milano Bergamo (BGY) e quelli di Milano Malpensa (MPX) e Linate (LIN). 

## Demografia
Analizzando il documento esposto alla prima rotonda che compare a Villapinta partendo da Nordest, possiamo leggere quanti abitanti risiedono in tutto il comune.
- Villapinta, Piani[4], Bugo: 765 abitanti
- Buglio centro: 737 abitanti
- Ronco - Ere[5]: 578 abitanti

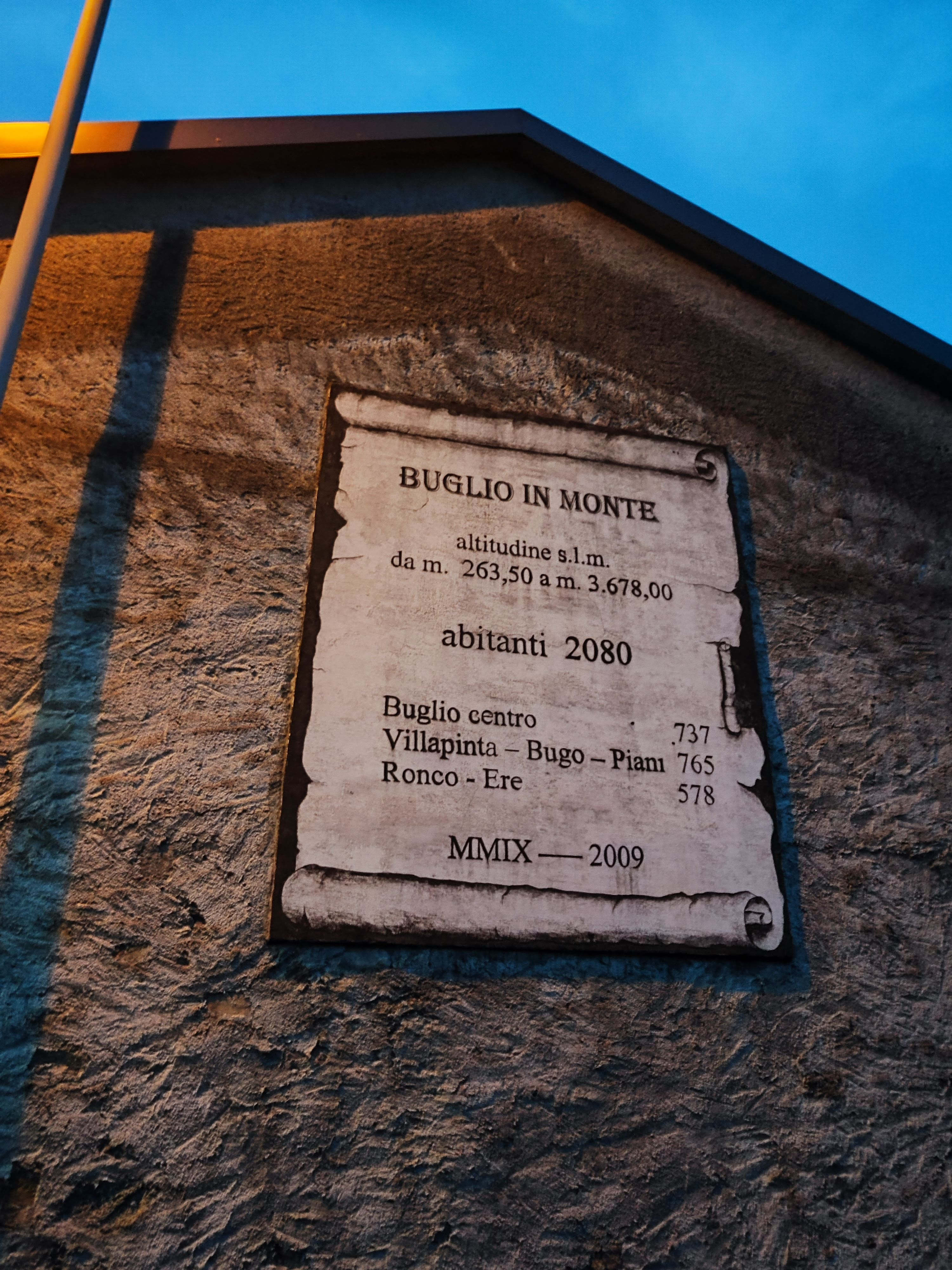
Indicazioni demografiche del comune di Buglio in Monte.

Totale: 2080 abitanti nel comune di Buglio in Monte nel 2009. Attualmente la popolazione del comune è di 1983 abitanti, ma non è nota la distribuzione nelle frazioni.
La densità demografica è di circa 466 abitanti / km2 (numero di abitanti su superficie).